# توفة

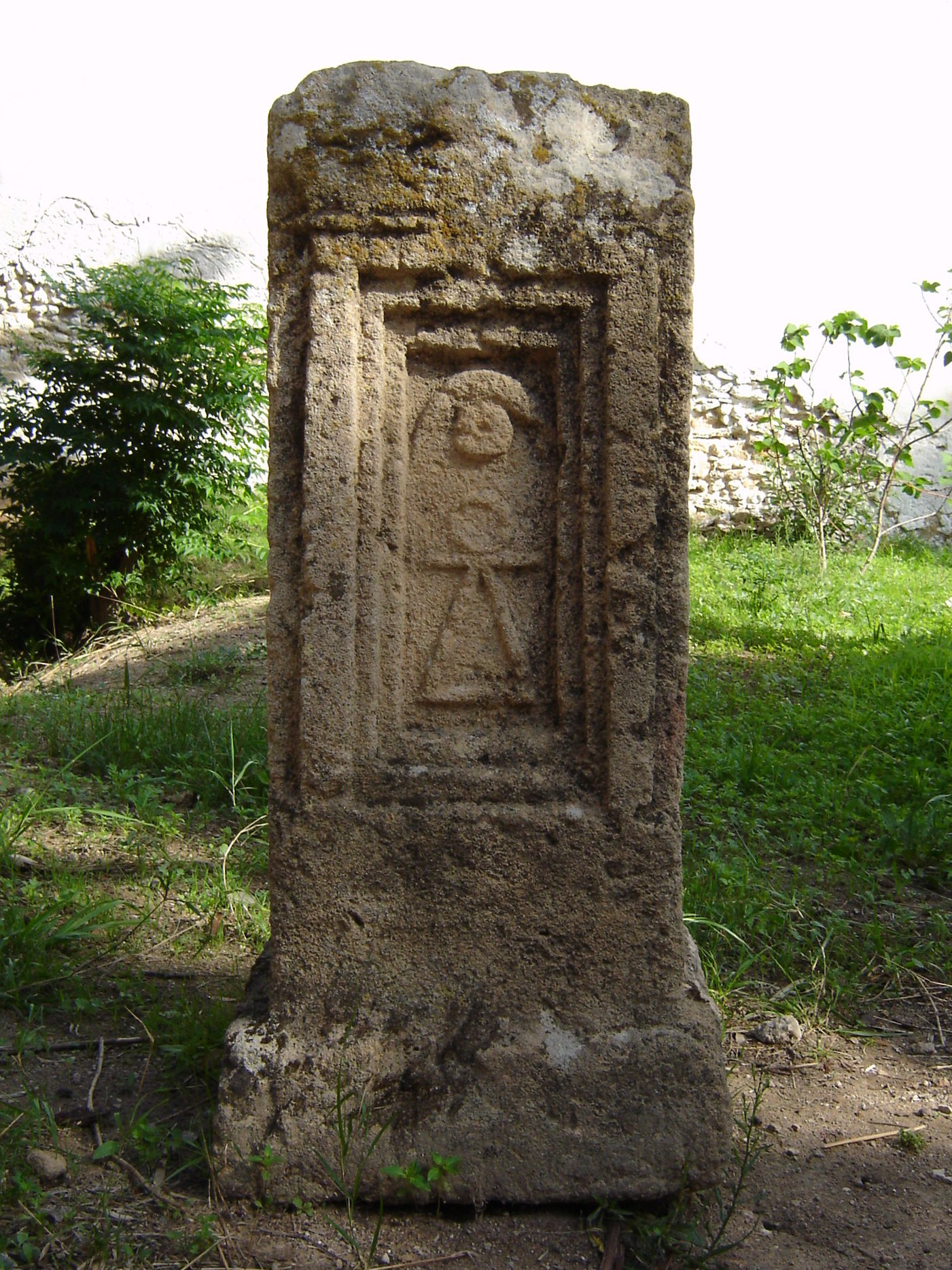
أحد الآثار في توفة (قرطاج توفة)

توفة (بالعبرية: תופת)، (باليونانية: Ταφεθ)‏، (باللاتينية: Topheth) هي مكان في بيت المقدس في جيهينا ورد ذكره في العهد القديم في سفر إرميا وغيره.
هذا المكان استخدمه المتأثرون بالديانة الكنعانية للتضحية بأطفالهم لأجل آلهتهم مولوخ وبعل عن طريق حرقهم.
كانت توفة مرادفة للجحيم في معتقدات وأشعار العالم المسيحي.